# Bernos-Beaulac
Pour les articles homonymes, voir Bernos et Beaulac.
Bernos-Beaulac [bɛʁnɔs bolak] est une commune du Sud-Ouest de la France, située dans le département de la Gironde, en région Nouvelle-Aquitaine.

## Géographie

### Localisation
Située dans les Landes de Gascogne sur le Ciron et sur l'itinéraire à grand gabarit entre Bazas et Captieux, la commune se trouve à 66 km au sud-est de Bordeaux, chef-lieu du département, à 22 km au sud de Langon, chef-lieu d'arrondissement et à 8 km au sud-sud-ouest de Bazas, ancien chef-lieu de canton.

### Communes limitrophes
Les communes limitrophes en sont Marimbault au nord, Cudos à l'est, Escaudes au sud-est, Captieux au sud, Lucmau à l'ouest et Pompéjac au nord-ouest.
| Pompéjac | Marimbault     |          |
| Lucmau   | Bernos-Beaulac | Cudos    |
|          | Captieux       | Escaudes |

### Climat
Pour des articles plus généraux, voir Climat de la Nouvelle-Aquitaine et Climat de la Gironde.
Historiquement, la commune est exposée à un climat océanique aquitain.  
En 2020, Météo-France publie une typologie des climats de la France métropolitaine dans laquelle la commune est exposée à un climat océanique et est dans la région climatique  Aquitaine, Gascogne, caractérisée par une pluviométrie abondante au printemps, modérée en automne, un faible ensoleillement au printemps, un été chaud (19,5 °C), des vents faibles, des brouillards fréquents en automne et en hiver et des orages fréquents en été (15 à 20 jours).
Pour la période 1971-2000, la température annuelle moyenne est de 13 °C, avec une amplitude thermique annuelle de 14,8 °C. Le cumul annuel moyen de précipitations est de 865 mm, avec 11,1 jours de précipitations en janvier et 7 jours en juillet. Pour la période 1991-2020, la température moyenne annuelle observée sur la station météorologique la plus proche, située sur la commune de Cazats à 11 km à vol d'oiseau, est de 13,7 °C et le cumul annuel moyen de précipitations est de 825,5 mm,. Pour l'avenir, les paramètres climatiques de la commune estimés pour 2050 selon différents scénarios d'émission de gaz à effet de serre sont consultables sur un site dédié publié par Météo-France en novembre 2022.

## Urbanisme

### Typologie
Au 1er janvier 2024, Bernos-Beaulac est catégorisée commune rurale à habitat dispersé, selon la nouvelle grille communale de densité à sept niveaux définie par l'Insee en 2022.
Elle est située hors unité urbaine. Par ailleurs la commune fait partie de l'aire d'attraction de Bazas, dont elle est une commune de la couronne,. Cette aire, qui regroupe 18 communes, est catégorisée dans les aires de moins de 50 000 habitants,.

### Occupation des sols

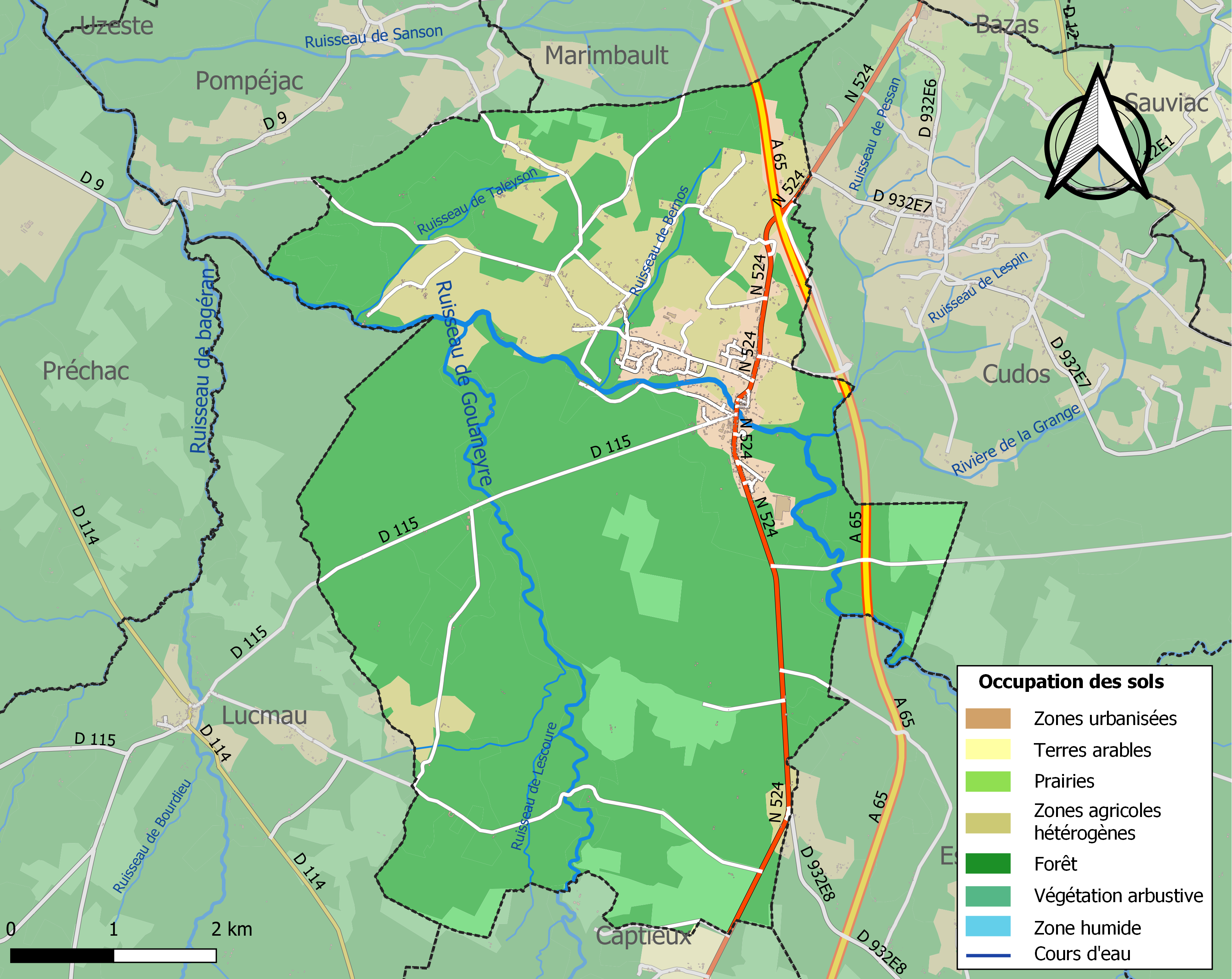
Carte des infrastructures et de l'occupation des sols de la commune en 2018 (CLC).

L'occupation des sols de la commune, telle qu'elle ressort de la base de données européenne d’occupation biophysique des sols Corine Land Cover (CLC), est marquée par l'importance des forêts et milieux semi-naturels (82,1 % en 2018), en diminution par rapport à 1990 (83,8 %). La répartition détaillée en 2018 est la suivante : 
forêts (74,6 %), zones agricoles hétérogènes (13,2 %), milieux à végétation arbustive et/ou herbacée (7,5 %), zones urbanisées (3,5 %), zones industrielles ou commerciales et réseaux de communication (1,1 %). L'évolution de l’occupation des sols de la commune et de ses infrastructures peut être observée sur les différentes représentations cartographiques du territoire : la carte de Cassini (XVIIIe siècle), la carte d'état-major (1820-1866) et les cartes ou photos aériennes de l'IGN pour la période actuelle (1950 à aujourd'hui).

### Voies de communication et transports
La commune est traversée, dans le quartier de Beaulac, par la route nationale 524 qui mène à Bazas vers le nord et à Captieux vers le sud et qui a été aménagée en itinéraire à grand gabarit pour le passage du convoi transportant les pièces de l'Airbus A380 de Langon à Blagnac ; la RD 115 relie Beaulac à Lucmau en direction du sud-ouest.

L'accès le plus proche à l'autoroute A 62 (Bordeaux-Toulouse) est celui de  3 Langon distant de 22 km par la route vers le nord.

L'accès  1 Bazas à l'autoroute A 65 (Langon-Pau) qui traverse l'est du territoire communal, se situe à 10 km vers le nord et celui de  2 Captieux à 14 km vers le sud.
La gare SNCF la plus proche est celle, distante de 22 km par la route vers le nord, de Langon sur la ligne Bordeaux-Sète du TER Nouvelle-Aquitaine.

### Risques majeurs
Le territoire de la commune de Bernos-Beaulac est vulnérable à différents aléas naturels : météorologiques (tempête, orage, neige, grand froid, canicule ou sécheresse), inondations, feux de forêts et séisme (sismicité très faible). Un site publié par le BRGM permet d'évaluer simplement et rapidement les risques d'un bien localisé soit par son adresse soit par le numéro de sa parcelle.
La commune a été reconnue en état de catastrophe naturelle au titre des dommages causés par les inondations et coulées de boue survenues en 1982, 1999, 2009, 2013 et 2020,.
Bernos-Beaulac est exposée au risque de feu de forêt. Depuis le 20 avril 2016, les départements de la Gironde, des Landes et de Lot-et-Garonne disposent d’un règlement interdépartemental de protection de la forêt contre les incendies. Ce règlement vise à mieux prévenir les incendies de forêt, à faciliter les interventions des services et à limiter les conséquences, que ce soit par le débroussaillement, la limitation de l’apport du feu ou la réglementation des activités en forêt. Il définit en particulier cinq niveaux de vigilance croissants auxquels sont associés différentes mesures,.

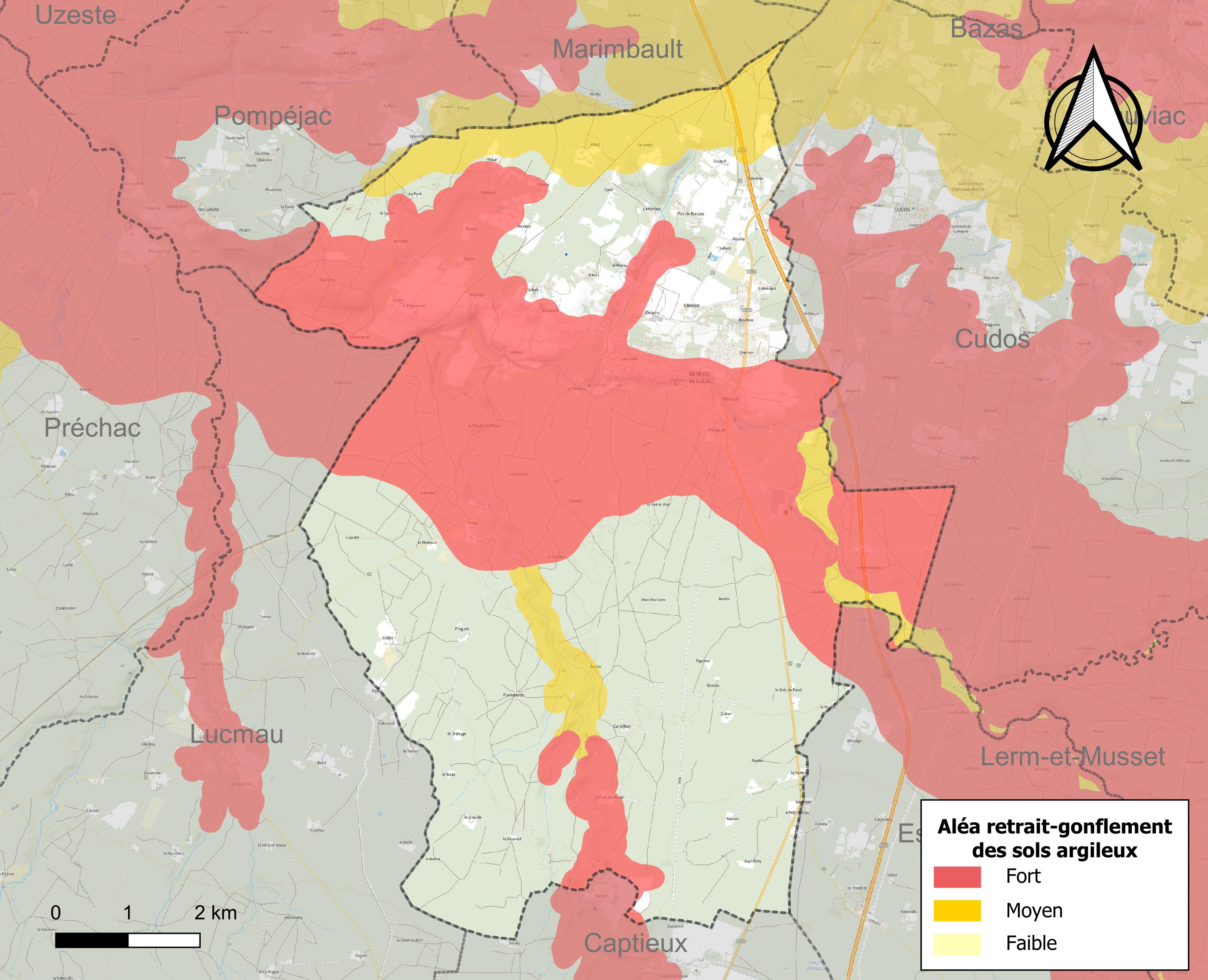
Carte des zones d'aléa retrait-gonflement des sols argileux de Bernos-Beaulac.

Le retrait-gonflement des sols argileux est susceptible d'engendrer des dommages importants aux bâtiments en cas d’alternance de périodes de sécheresse et de pluie. 48,1 % de la superficie communale est en aléa moyen ou fort (67,4 % au niveau départemental et 48,5 % au niveau national). Sur les 571 bâtiments dénombrés sur la commune en 2019, 370 sont en aléa moyen ou fort, soit 65 %, à comparer aux 84 % au niveau départemental et 54 % au niveau national. Une cartographie de l'exposition du territoire national au retrait gonflement des sols argileux est disponible sur le site du BRGM,.
Par ailleurs, afin de mieux appréhender le risque d’affaissement de terrain, l'inventaire national des cavités souterraines permet de localiser celles situées sur la commune.
Concernant les mouvements de terrains, la commune a été reconnue en état de catastrophe naturelle au titre des dommages causés par la sécheresse en 2003, 2011 et 2017 et par des mouvements de terrain en 1999.

## Toponymie
Forme occitane de bernis - vernis, Nom issu du gaulois verno (aune).
 
Signification probable : lieu où pousse l'aulne, on envisage aussi un nom de personne gaulois, Vernus ou en gascon Bernus.
En gascon, le nom de la commune est Bernòs e Baulac.
Ses habitants sont appelés les Beaulacais.

## Histoire
À la Révolution, les paroisses Notre-Dame de Bernos et Saint-Pierre de Taleyson forment la commune de Bernos. Le 9 mars 1979, la commune de Bernos devient Bernos-Beaulac, en raison de l'importance prise par le hameau de Beaulac.

## Politique et administration

### Liste des maires
| Période                                  | Période   | Identité                    | Étiquette | Qualité                                                        |
| ---------------------------------------- | --------- | --------------------------- | --------- | -------------------------------------------------------------- |
|                                          |           |                             |           |                                                                |
| 1822 ?                                   | 1840      | Pierre Boudey               |           |                                                                |
| 1840                                     | 1854      | Pierre Courrégelongue       |           |                                                                |
| 1854                                     | 1869      | Antoine Roumazeilles        |           |                                                                |
| 1869                                     | 1871      | Étienne Larrieu             |           |                                                                |
| 1871                                     | 1874      | Élie Darquey                |           | Industriel, Conseiller d'arrondissement                        |
| 1874                                     | 1876      | Hippolyte Roumazeilles      |           |                                                                |
| juin 1876                                | mai 1892  | Élie Darquey                |           |                                                                |
| mai 1892                                 | 1898      | Camille Darquey             |           | Industriel, Conseiller général du Canton de Bazas (1892-1898)  |
| 1898                                     | 1908      | Albert Delas                |           |                                                                |
| 1908                                     | 1913      | Camille Darquey             |           |                                                                |
| 1913                                     | 1935      | Bertrand Ladonne            |           |                                                                |
| 1935                                     | ?         | Gérard Darquey              |           |                                                                |
|                                          |           |                             |           |                                                                |
|                                          |           |                             |           |                                                                |
| mars 1977                                | mars 1983 | Pierre-Claude Noailles      |           |                                                                |
| mars 1983                                | mars 2008 | Alain Cazenave              | DVD       | Président de la Communauté de communes du Bazadais (2002-2008) |
| mars 2008                                | mai 2020  | Philippe Courbe             | PS        | Professeur                                                     |
| mai 2020                                 | En cours  | Jacqueline Lartigue-Renouil |           | Fonctionnaire                                                  |
| Les données manquantes sont à compléter. |           |                             |           |                                                                |

### Jumelages
- Huércanos (Espagne) depuis 1992[26]

## Population et société

### Démographie
L'évolution du nombre d'habitants est connue à travers les recensements de la population effectués dans la commune depuis 1793. Pour les communes de moins de 10 000 habitants, une enquête de recensement portant sur toute la population est réalisée tous les cinq ans, les populations de référence des années intermédiaires étant quant à elles estimées par interpolation ou extrapolation. Pour la commune, le premier recensement exhaustif entrant dans le cadre du nouveau dispositif a été réalisé en 2005.

En 2022, la commune comptait 1 134 habitants, en évolution de +0,89 % par rapport à 2016 (Gironde : +6,91 %, France hors Mayotte : +2,11 %).
| 1793  | 1800  | 1806  | 1821  | 1831  | 1836  | 1841  | 1846  | 1851  |
| ----- | ----- | ----- | ----- | ----- | ----- | ----- | ----- | ----- |
| 1 394 | 1 017 | 1 004 | 1 102 | 1 217 | 1 247 | 1 262 | 1 238 | 1 252 |

| 1856  | 1861  | 1866  | 1872  | 1876  | 1881  | 1886  | 1891  | 1896  |
| ----- | ----- | ----- | ----- | ----- | ----- | ----- | ----- | ----- |
| 1 244 | 1 320 | 1 316 | 1 352 | 1 385 | 1 363 | 1 302 | 1 216 | 1 190 |

| 1901  | 1906  | 1911  | 1921  | 1926  | 1931  | 1936  | 1946 | 1954  |
| ----- | ----- | ----- | ----- | ----- | ----- | ----- | ---- | ----- |
| 1 193 | 1 207 | 1 192 | 1 138 | 1 155 | 1 065 | 1 025 | 920  | 1 007 |

| 1962  | 1968  | 1975  | 1982 | 1990  | 1999  | 2005  | 2006  | 2010  |
| ----- | ----- | ----- | ---- | ----- | ----- | ----- | ----- | ----- |
| 1 061 | 1 050 | 1 023 | 939  | 1 020 | 1 071 | 1 067 | 1 065 | 1 152 |

| 2015  | 2020  | 2022  | - | - | - | - | - | - |
| ----- | ----- | ----- | - | - | - | - | - | - |
| 1 139 | 1 135 | 1 134 | - | - | - | - | - | - |

### Sports
Entre les années 1963 et 1981, était organisé le critérium international de Beaulac-Bernos (généralement le 15 août). Les meilleurs coureurs du monde entier participaient à cette course de côtes de 100 kilomètres,.

## Économie
Polyculture et élevage, forêt des Landes sur la majeure partie du territoire communal.
Petits commerces et services publics (poste, école), artisans.
Commune rurale au passé industriel (forges, papeterie), Bernos-Beaulac possède sur son territoire une importante cartonnerie (environ 180 emplois) et une fabrique de parquets-lambris en pins des Landes (environ 25 emplois).

## Culture et patrimoine

### Lieux et monuments
- L'église Notre-Dame, située dans le bourg de Bernos près de la mairie, initialement construite vers le Xe siècle, comporte un chevet gothique du XVe siècle et une nef à deux chapelles symétriques du XVIe siècle ; le clocher en a été reconstruit au XIXe siècle[32] ; elle est inscrite à l'inventaire des monuments historiques depuis 1925[33].

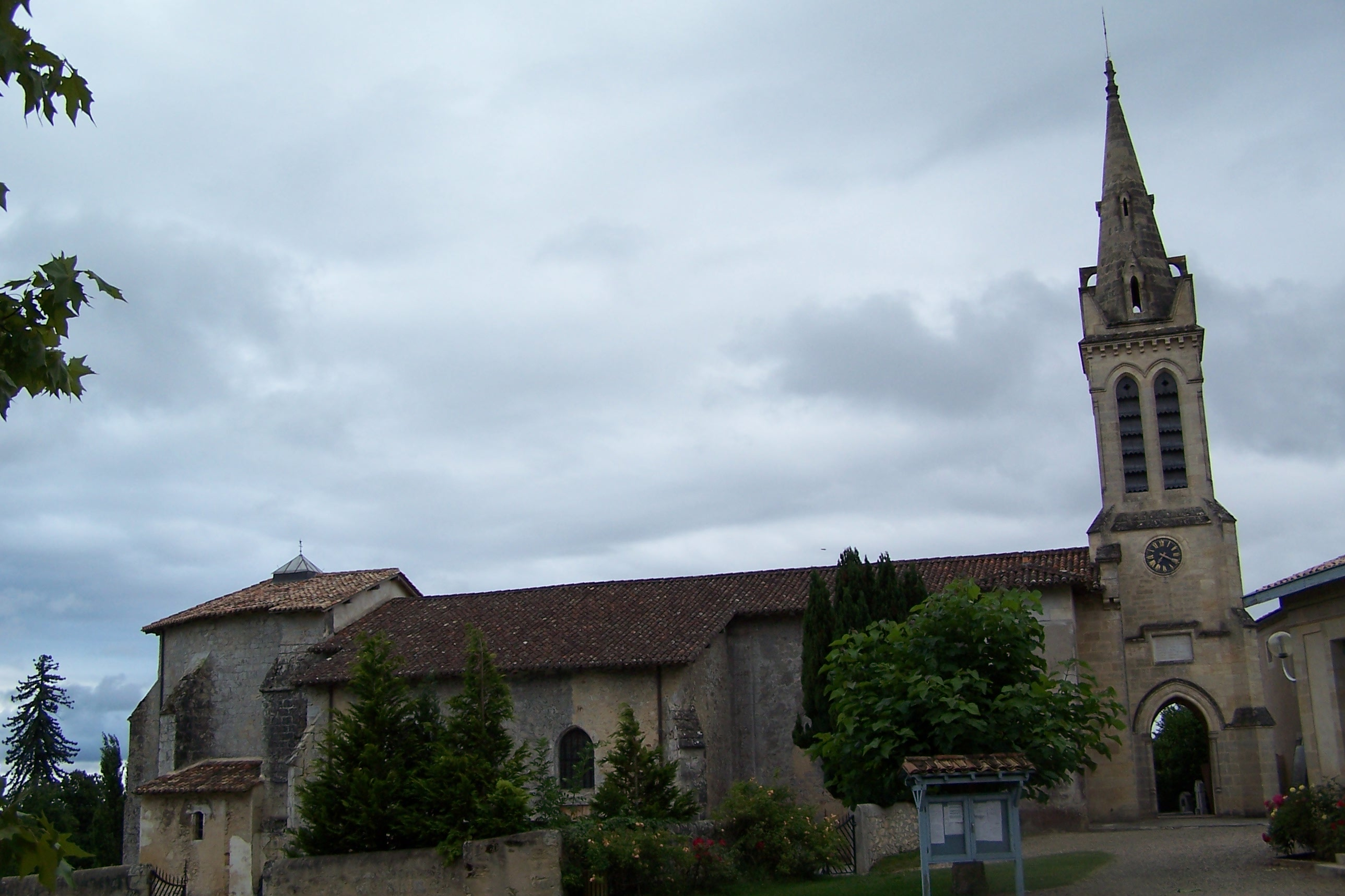
L'église Notre-Dame (juil. 2011).
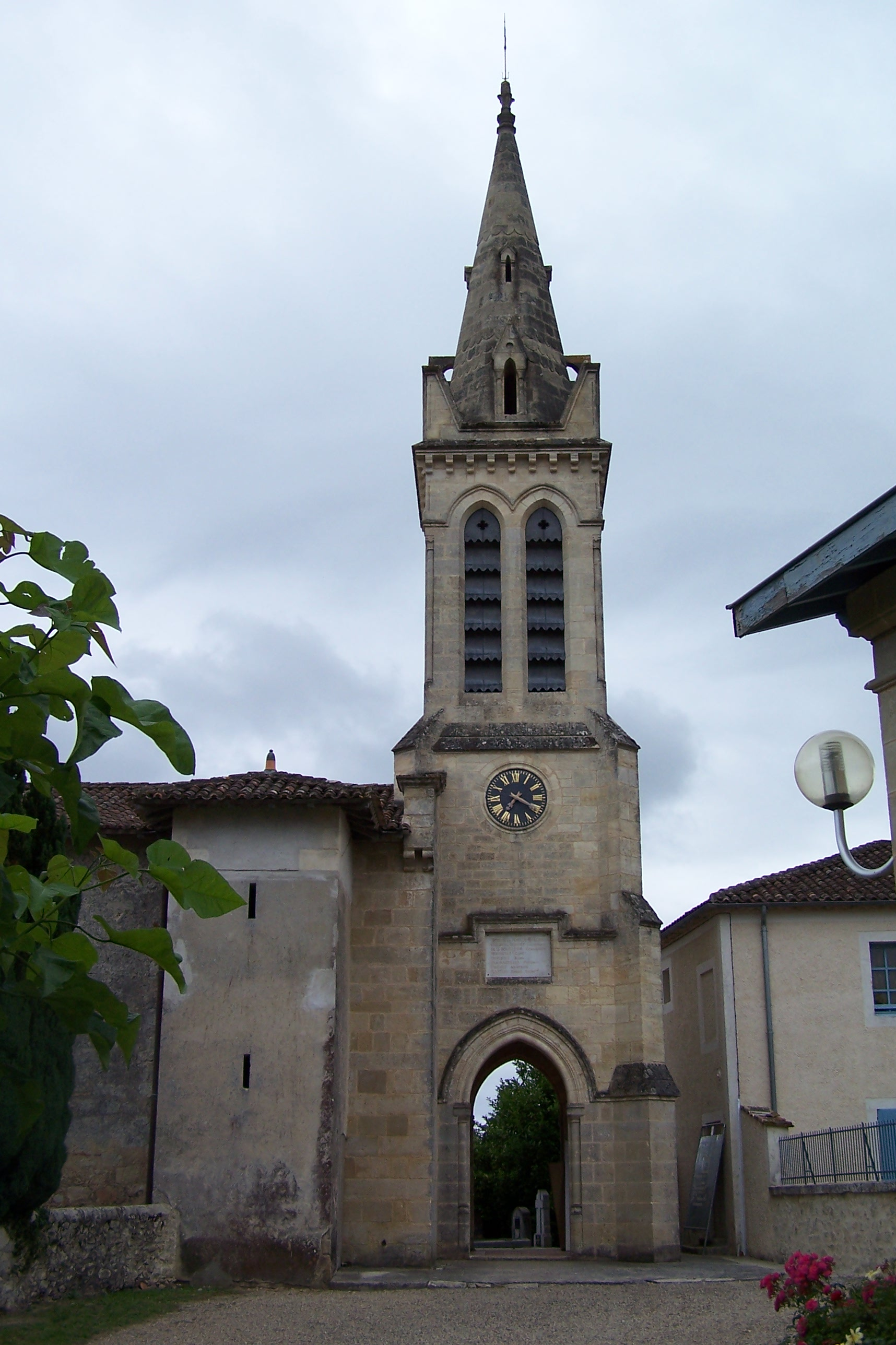
Le clocher de l'église Notre-Dame (juil. 2011).
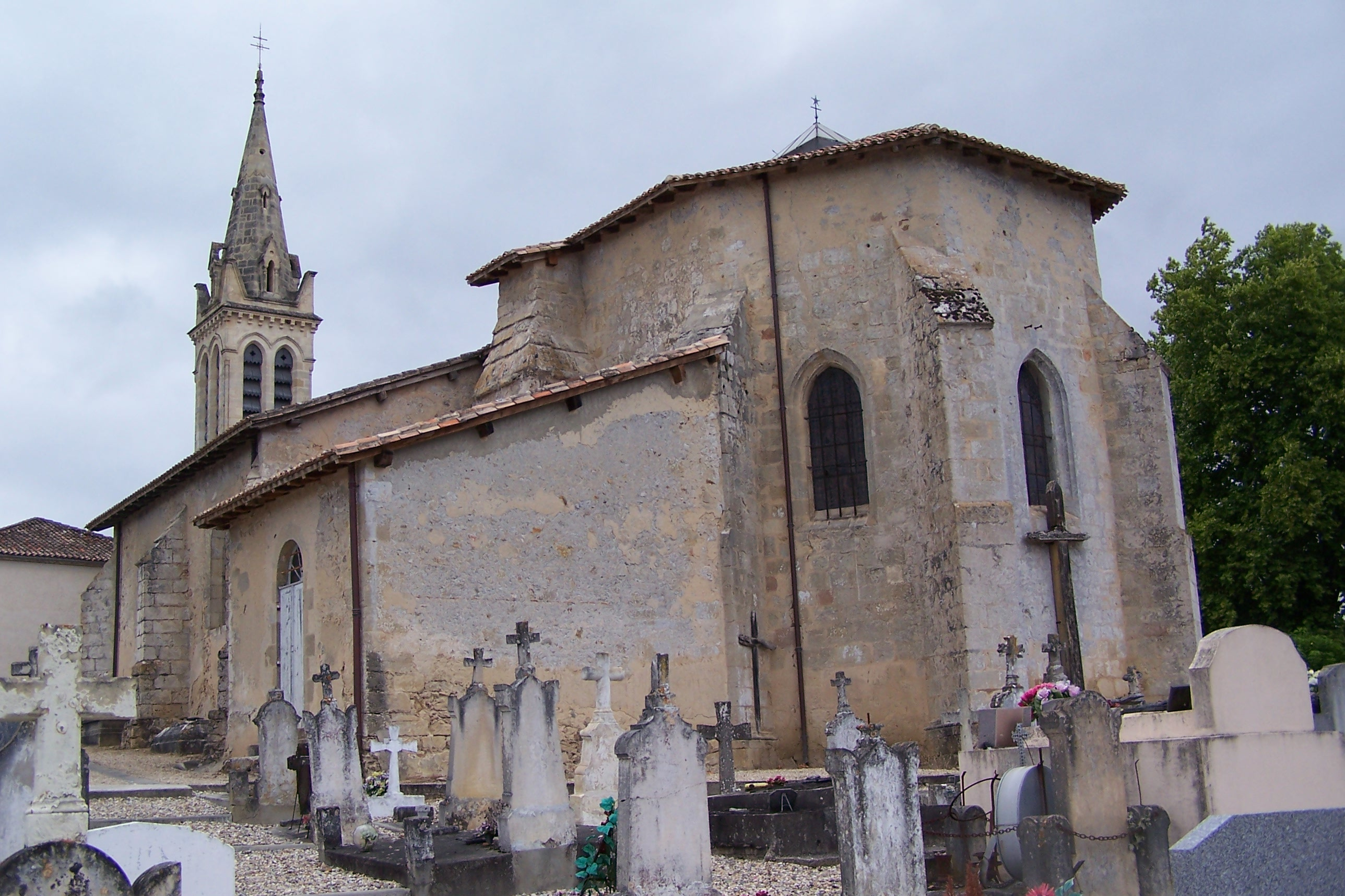
Le chevet de l'église (juil. 2011).
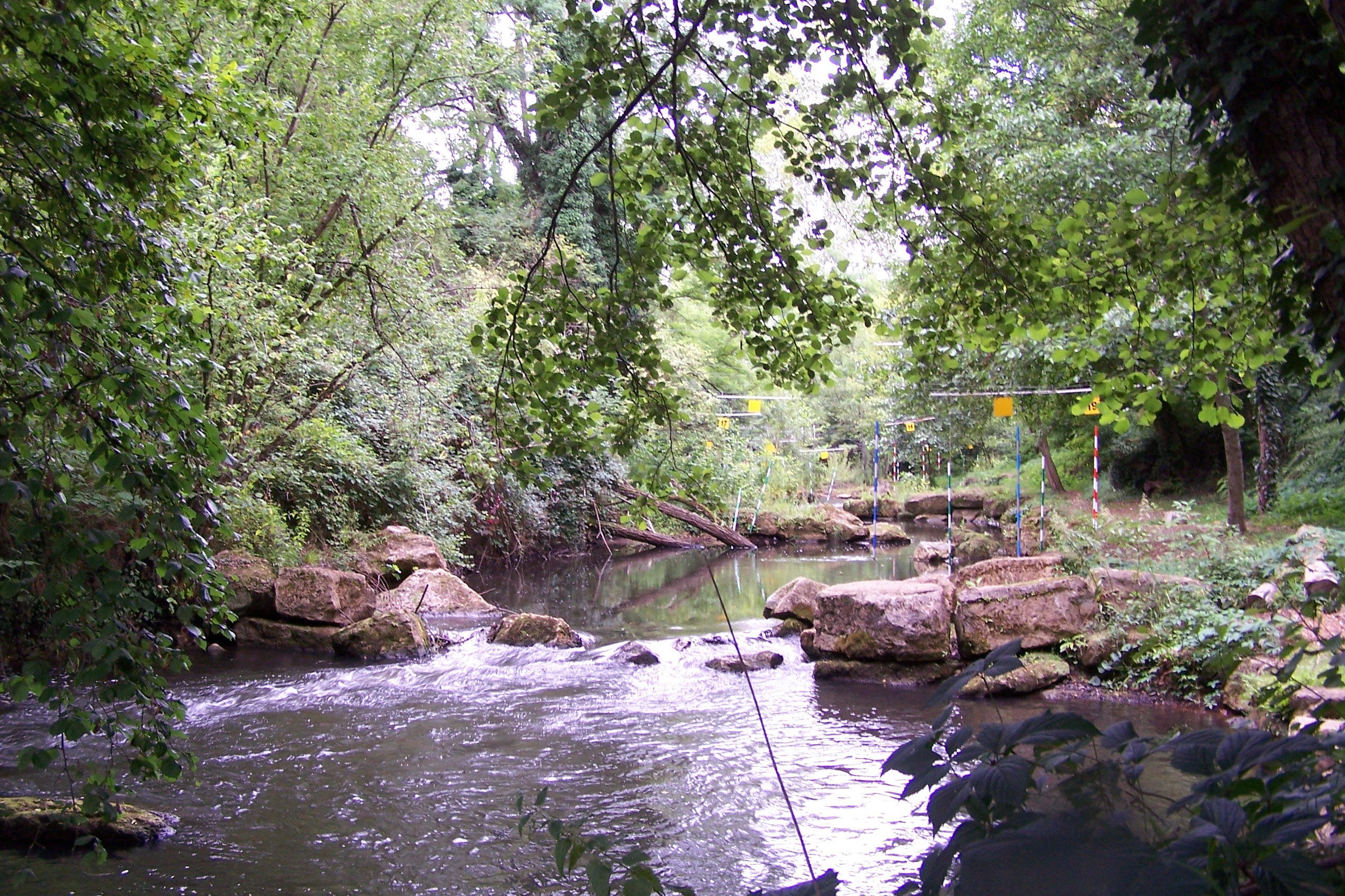
Le Ciron à Beaulac (juil. 2011).
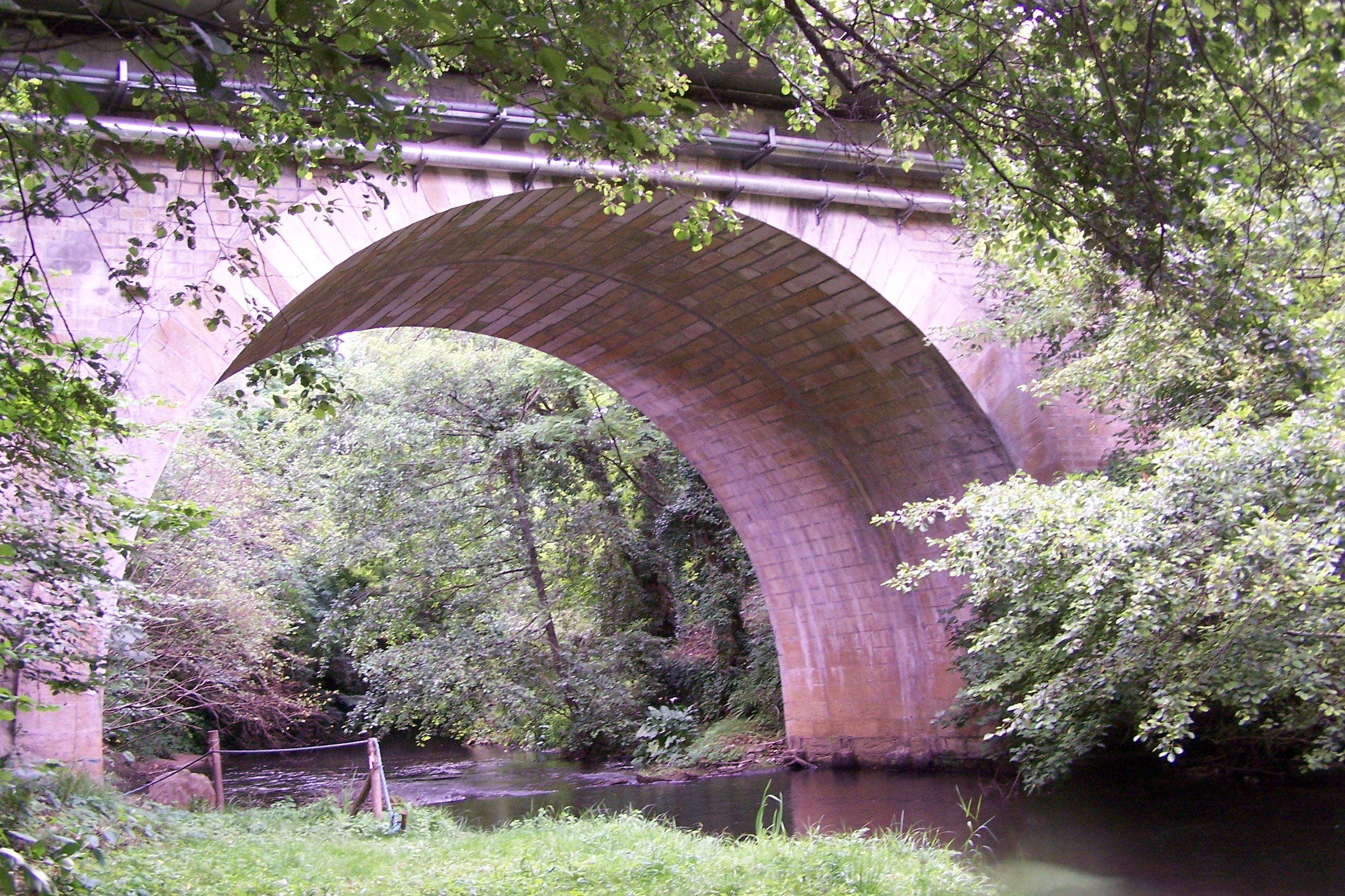
Pont sur le Ciron à Beaulac (juil. 2011).
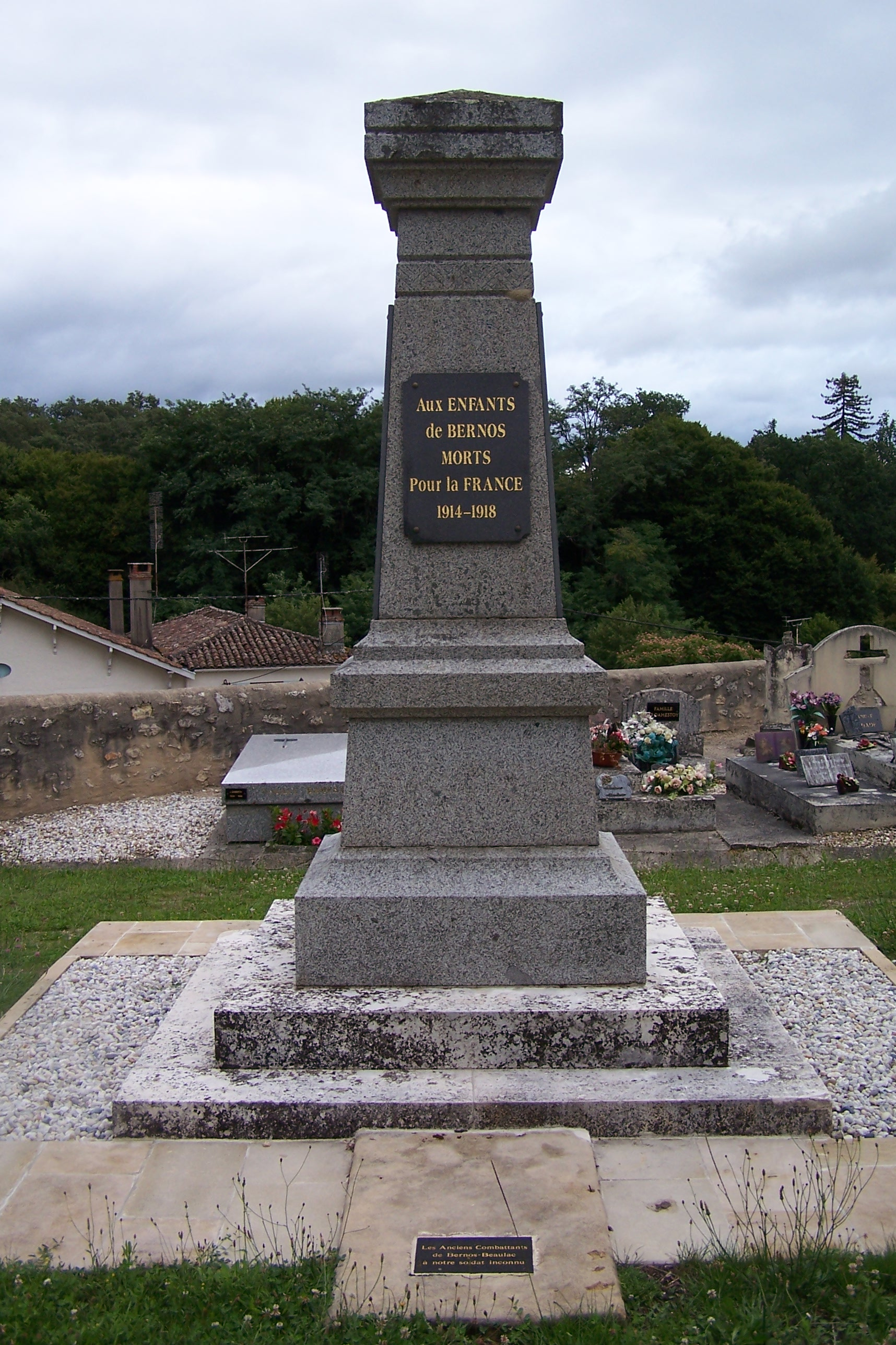
Le monument aux morts dans le cimetière (juil. 2011).

### Pèlerinage de Compostelle
Il y eut autrefois à Beaulac une commanderie ou « hospital » où étaient hébergés les pèlerins se rendant à Saint-Jacques-de-Compostelle par la voie de Vézelay.

### Personnalités liées à la commune
- Fernand Navarra, alpiniste.
- Mitt Romney a été blessé dans un accident de voiture à Bernos le 16 juin 1968 alors qu'il était missionnaire mormon en France. Il a eu le bras cassé mais avait été déclaré mort dans un premier temps[35].
- Marie Vareille a écrit son deuxième roman à Bernos et s'est inspirée du village[36].